# Giovanni Arcangeli
Giovanni Arcangeli (Firenze, 18 luglio 1840 – Pisa, 16 luglio 1921) è stato un botanico italiano.

## Biografia
Si laureò in Scienze naturali nel 1862 all'Università di Pisa, e in questa Università il 3 novembre 1865 iniziò la sua carriera didattica e scientifica con la sua nomina ad aiuto alla cattedra di Botanica.
Nel 1880 fu professore di Botanica a Torino. Dal 1882 fu direttore dell'Orto botanico di Pisa.
Il 13 febbraio 1898 divenne socio dell'Accademia delle scienze di Torino.
La pianta Arcangelisia della famiglia delle Menispermaceae prese da lui il nome.
| Arcang. è l'abbreviazione standard utilizzata per le piante descritte da Giovanni Arcangeli. Consulta l'elenco delle piante assegnate a questo autore dall'IPNI. |

## Opere
- Compendio della flora italiana, 1882